# Conspiration de Bicêtre
Pendant la Révolution française, le nombre des détenus n'a cessé d'augmenter dans les prisons de Paris. Martial Herman, l'instigateur du "Complot des prisons" s'en était même inquiété auprès d'Antoine Fouquier-Tinville : la Conciergerie de Paris ne peut accueillir que 400 détenus et ils sont 600 entassés. Ils trouvèrent un moyen de désengorger les prisons en inventant le complot des prisons.
Ce sont quarante-deux victimes qui viennent de la prison de Bicêtre. Martial Herman, ministre de la Justice, a en effet inventé une nouvelle manière d'augmenter le rythme des condamnations. Ce fut la "Conspiration des prisons". On introduisit des "moutons" à la solde du Tribunal révolutionnaire, chargés d'espionner et de dénoncer les "conspirateurs". Le choix des espions, presque tous précédemment condamnés comme voleurs ou assassins a sans doute été prémédité : on espère étouffer l'intérêt que pourraient exciter ceux qui viendront après, et il en viendra ; on répand que les prisonniers s'agitent.

## Mise en place de la conspiration
Les nommés François-Norbert Lucas et Pierre Balin étaient des compagnons serruriers, tous deux condamnés l'un à dix ans, l'autre à dix-huit ans de fers pour vol. Ils avaient préparé leur évasion en recevant du dehors dans un pain une lime avec laquelle ils avaient commencé à scier les barreaux d'une fenêtre donnant sur le mur de ronde. Ils eurent l'imprudence d'annoncer tout haut que le lendemain ils seraient libres et de proposer à un dénommé Valagnos, ouvrier peintre, de s'enfuir avec eux, mais Valagnos était un espion ; il les fit causer et leur opposa qu'une fois parvenus dans les chemins de ronde ils auraient à tromper la surveillance des factionnaires. Valagnos fit son rapport. Dupaumier, administrateur de police pratiqua une perquisition dans le cachot de François-Norbert Lucas et de Pierre Balin ; il y découvrit une lime et une échelle, des morceaux de lisières de draps réunis et tordus. Sur ce projet d'évasion, Dupaumier et Valagnos, son second, échafaudèrent un romanesque complot qui tendait (texte de la prison), qu'à forcer les postes de prisons à s'emparer des citoyens composant la force armée qui gardait la prison de Bicêtre, à se rendre à la Convention pour égorger les représentants du peuple membres des Comités.
Tous les détenus qu'il plut à Valagnos de dénoncer furent jugés par le Tribunal révolutionnaire et condamnés à mort.

## Jugement des «conspirateurs»
Le jugement des « conspirateurs » fut fait en bloc dans la salle de la Liberté le 28 prairial an II (16 juin 1794), ils étaient au nombre de 37 , ils furent accusés « de conspiration contre la République avec le dessein de renverser le pouvoir au profit de menées révolutionnaires ». On y adjoindra cinq prévenus, condamnés dans la salle dite de l'Égalité : Sébastien Filoux (prêtre), un instituteur, Jacques Lamarche (jardinier), Jules-Henry Bulhem (clerc de 18 ans), Eugénie Minette (couturière) condamnée pour n'avoir pas voulu donner son livre de prières.

## Liste des noms des condamnés
Principales victimes et exécutions de la Révolution : 
1. Pierre Balin (serrurier)
2. Nicolas Belleguelle (coursier de dépêches)
3. Jean-Paul Grand (tisseur de gazes)
4. Jean Leroy (buffletier)
5. François Dupont (marchand forain)
6. Jacques-Hyppolyte Curon (domestique)
7. Étienne Bridier (ex-valet de chambre)
8. Constant Bourquien (abbé)
9. Nicolas Janiot (fondeur)
10. Paul Berson (dit Sans-Souci, cordonnier)
11. Louis Laforge (boutonnier)
12. Étienne Prevost (pâtissier)
13. Pierre Chevalier (marchand de chevaux)
14. Jacques Valention (porteur d'eau)
15. Pierre-Joseph Masse (menuisier)
16. Lucien-Joseph Richet (tanneur)
17. Pierre-Louis-Chéri Bonne (menuisier)
18. Georges Offroy (ex-secrétaire de la section des Invalides)
19. Casimir-Prosper Neveux (charron)
20. François-Xavier Delattre (cordonnier)
21. Jean Ladrey (menuisier)
22. Frédéric Paulet (marchand forain)
23. Charles Quitre (tapissier)
24. Jacques-Gabriel Arpillot (ouvrier en soie)
25. Nicolas Poirier (cordonnier)
26. Louis Legrand (domestique)
27. Ernest Berton (marchand de vin)
28. Grégoire Tournier (brocanteur)
29. Jean-Baptiste Delvaux (chiffonnier)
30. François-Norbert Lucas (serrurier)
31. Pierre Dumont (boulanger)
32. André Salef (fabricant de cordes à violon)
33. Benjamin-Louis Mauclair (libraire)
34. Alexandre Bénard (sculpteur en marbre)
35. Lucien Veyssier (marchand de chevaux)
36. Maurice Guyard (menuisier)
37. Charles-Robert Staplère (jardinier)

Ont été exécutés avec eux :
1. Sébastien Filoux (curé de Mortemart)
2. Jacques Lamarche (jardinier)
3. Jules-Henry Bulhem (clerc)
4. Charles Rabourbin (vicaire)
5. Eugénie Minette (couturière)

Toutes ces victimes furent inhumées au Cimetière de Picpus le 26 juin 1794.